# Giuseppe Soldini
Giuseppe Soldini (1805) è stato un giurista e politico italiano.

## Biografia
Di professione avvocato, ha insegnato diritto civile e diritto naturale e delle genti all'Archiginnasio romano. Ha ricoperto anche funzioni da magistrato. Eletto deputato nel 1861, in una tornata disturbata dai nostalgici pontifici, entra a far parte del primo parlamento del Regno d'Italia solo per un anno, abbandonandolo dopo la sua nomina a Consigliere d’appello nel giugno del 1862.